# Erioptera (Tasiocerodes) nepalensis
Erioptera (Tasiocerodes) nepalensis is een tweevleugelige uit de familie steltmuggen (Limoniidae). De soort komt voor in het Oriëntaals gebied.